# Schwertschnabelkolibri
Der Schwertschnabelkolibri oder auch kurz Schwertschnabel (Ensifera ensifera) ist ein Vogel aus der Familie der Kolibris (Trochilidae) und die einzige Art der somit monotypischen Gattung Ensifera. Er besitzt von allen bekannten Kolibriarten den längsten Schnabel. Das große Verbreitungsgebiet erstreckt sich in den Anden von Westvenezuela bis Zentralbolivien. Der Bestand wird von der IUCN als „nicht gefährdet“ (least concern) eingeschätzt.

## Merkmale

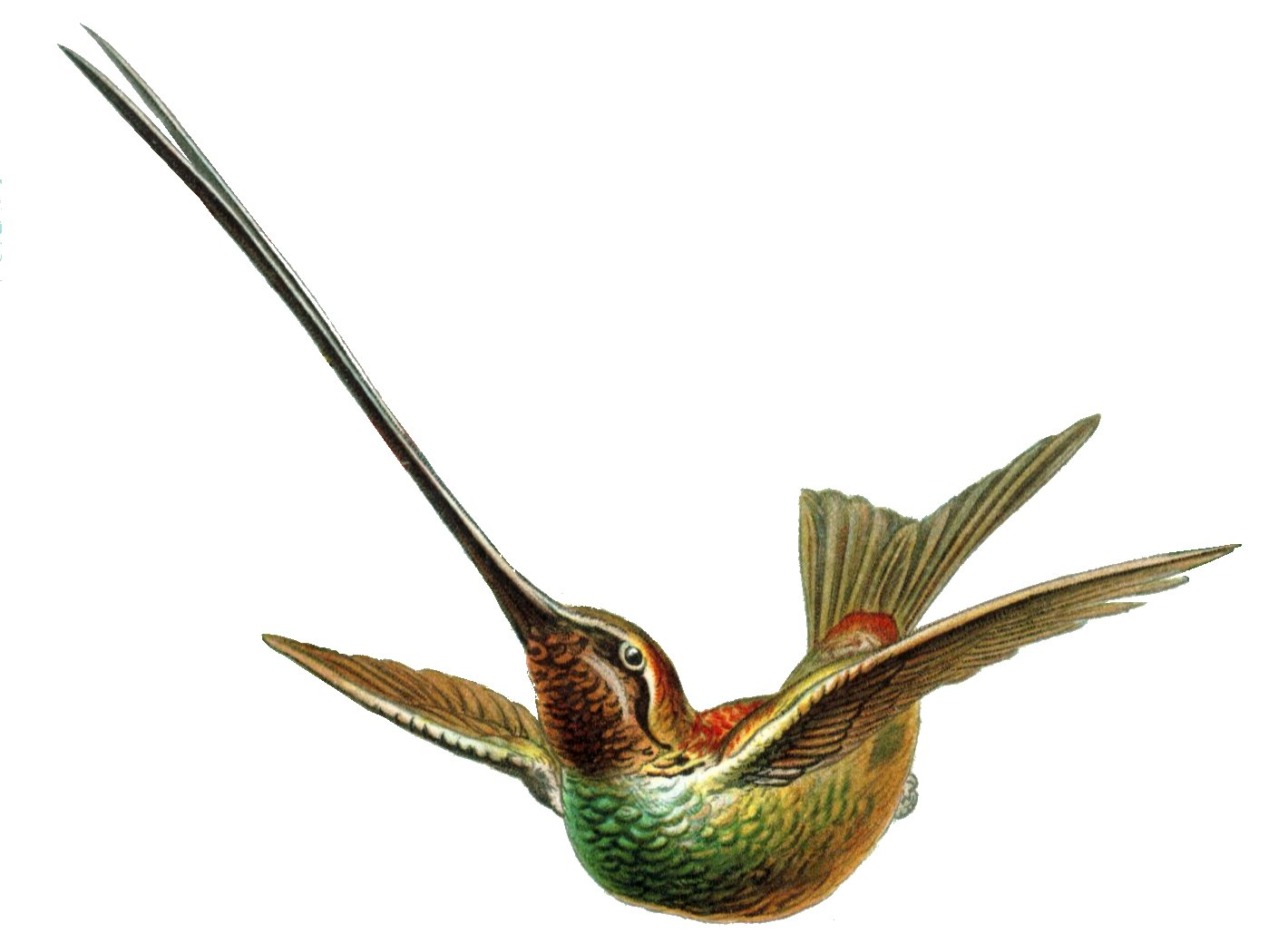
Illustration nach Ernst Haeckel

Der Schwertschnabelkolibri erreicht eine Länge von 17 bis 22,8 Zentimetern. Davon fallen 9 bis 11 Zentimeter auf den Schnabel, der damit länger als der Körper ist. Das Gewicht beträgt 12 bis 15 Gramm. Der schwarze Schnabel ist gerade und etwas aufwärts gebogen. Das Gefieder des Männchens ist überwiegend dunkelgrün. Hinter dem Auge befindet sich ein weißpigmentierter Bereich. Der Kopf ist kupferrot, die Kehle schwärzlich. Brust und Flanken sind glitzernd smaragdgrün. Der Bauch ist dunkelgrau. Der schwarze Schwanz ist gegabelt. Das Weibchen ähnelt dem Männchen, es hat jedoch eine hellere Unterseite. Kehle und Bauch sind grau verwaschen und weisen ein grünes Scheibenmuster („Pailletten“) auf. Der Schwanz ist weniger gegabelt. Die juvenilen Vögel gleichen den Weibchen.

## Taxonomie und Systematik
Der Schwertschnabelkolibri wurde 1839 von Auguste Boissonneau zuerst als Ornismya ensifera anhand von Exemplaren aus Santafé de Bogota, Kolumbien beschrieben. 1843 wurde der Schwertschnabelkolibri von René Lesson in die Gattung Ensifera eingeordnet.
Der Schwertschnabelkolibri ist die einzige Art der Gattung Ensifera. 1939 wurde auf der Grundlage eines Exemplars aus dem Royal Albert Memorial Museum in Exeter Ensifera ensifera caerulescens von Willoughby Lowe als Unterart beschrieben. Dieses Exemplar wurde jedoch wieder der nominellen Unterart zugeordnet, da das Exemplar wahrscheinlich entweder ein abweichendes Federkleid hatte oder verfärbt war. Die Art gilt nun als monotypisch.

## Vorkommen

Verbreitungskarte des Schwertschnabelkolibris

Das Verbreitungsgebiet des Schwertschnabelkolibris erstreckt sich in den Anden vom westlichen Venezuela über Kolumbien, Ecuador, Peru bis ins zentrale Bolivien.

## Lebensraum
Der Schwertschnabelkolibri ist in feuchten bis halbfeuchten Hochgebirgswäldern, an Waldrändern und gelegentlich in mit Büschen bestandenen Gebieten im Páramo in Höhenlagen zwischen 1.700 und 3.500 Metern zu finden. Am häufigsten kommt er in Höhen von 2.500 bis 3.000 Metern vor.

## Nahrungssuche
Zu den bevorzugten Futterpflanzen der Art gehören die Gattungen Aethantus, Fuchsia und Salpichroa sowie die Arten Datura sanguinea, Datura tatula, Passiflora mixta, Passiflora pinnatistipula, Passiflora molissima und Passiflora floribunda. Den Nektar trinkt der Schwertschnabelkolibri aus den langen, hängenden Blütenkronen. Auch Insekten gehören zur Nahrung, die er in Seglermanier mit weitgeöffnetem Schnabel fängt.

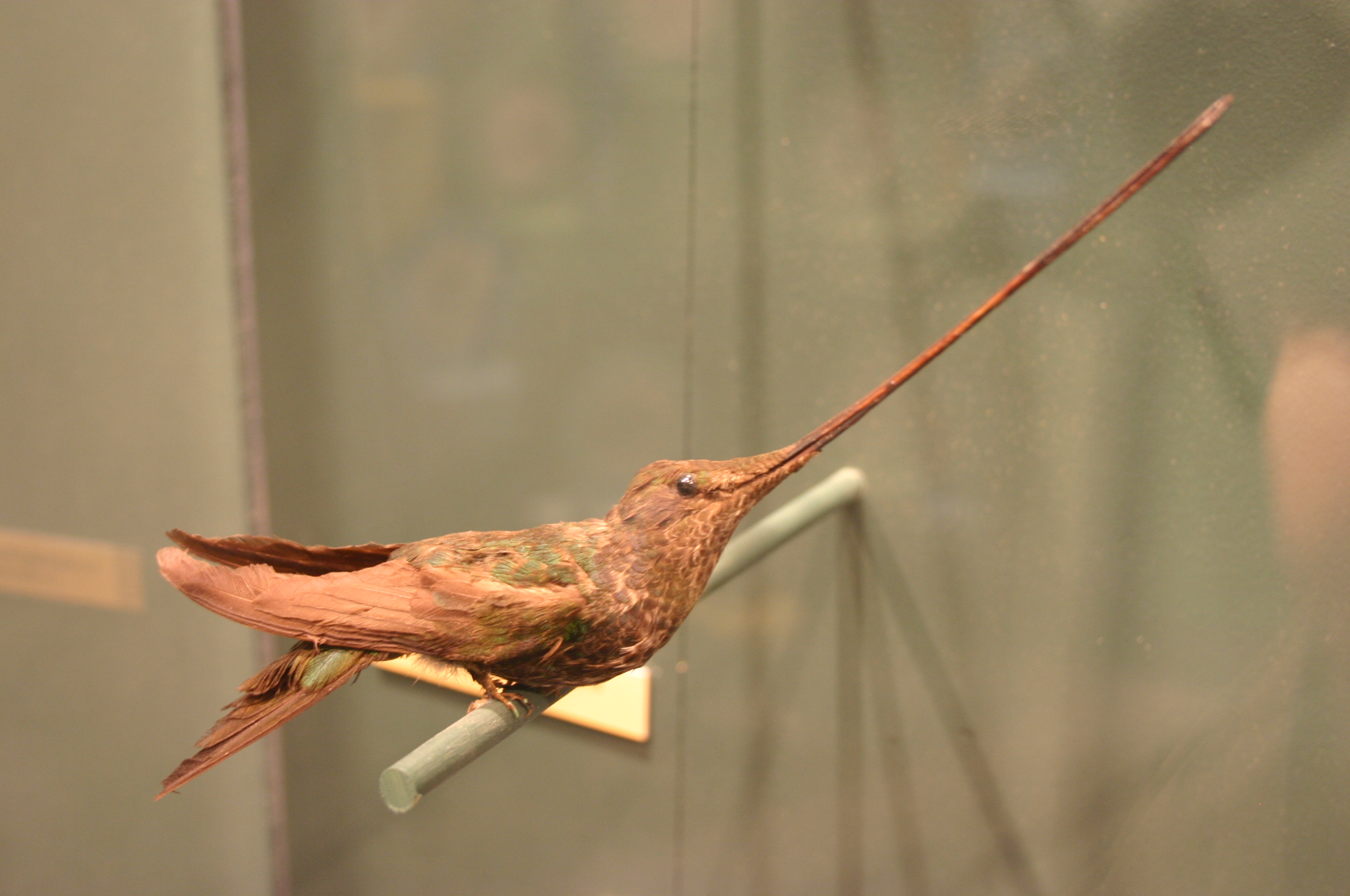
Ausgestopfter Schwertschnabelkolibri

## Fortpflanzung
Über die Brutbiologie gibt es keine zuverlässigen Informationen. Laut einer unbestätigten Beobachtung soll ein Weibchen im April sein Nest verteidigt haben. Eine andere zweifelhafte Beschreibung besagt, dass sich die Moosnester in Bäumen in 15 Metern Höhe befinden.

## Wanderungen
Der Schwertschnabelkolibri ist ein Standvogel. In der kolumbianischen Zentralkordillere fliegt er zwischen Juli und September in Höhenlagen oberhalb 3.000 Meter.

## Status
Der Schwertschnabelkolibri wird von BirdLife International in der Kategorie „nicht gefährdet“ (least concern) und mit „stabiler“ Populationsentwicklung geführt. Er gilt als örtlich häufig. Am Río Oyacachi zählt er zu den Hauptattraktionen für Ökotouristen. Wenn brauchbare Futterpflanzen vorhanden sind, passt er sich auch an von Menschen kultivierte Lebensräume an. So besuchen diese Vögel immer wieder den Garten in der Nähe des Berghotels Los Frailes bei Mérida, Venezuela. Zu Beginn des 20. Jahrhunderts kam der Schwertschnabelkolibri in den Vororten von Quito noch sehr häufig vor. Er ist in mehreren geschützten Gebieten zu finden, darunter im Nationalpark Munchique und im Reserve Pasachoa in Kolumbien sowie im Nationalpark Cajas und im Nationalpark Podocarpus in Ecuador.

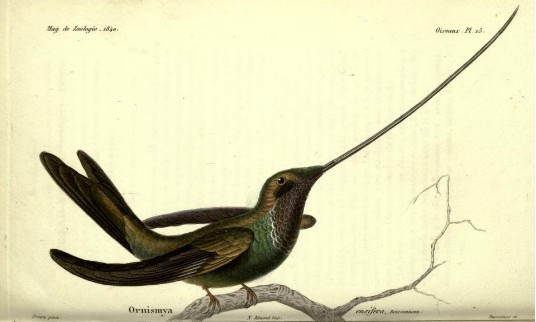
Schwertschnabelkolibri, gemalt von Jean-Gabriel Prêtre

## Etymologie und Forschungsgeschichte
Auguste Boissonneau beschrieb den Schwertschnabelkolibri zuerst unter dem Namen Ornismya ensifera. Ein Jahr später erschien im Magasin de zoologie, d’anatomie comparée et de paléontologie die erste Illustration durch Jean-Gabriel Prêtre (1768–1849). Die Gravur lieferte Davesne (bl. 1835–1860) und den Druck N. Rémond.
Der Begriff ensifera setzt sich aus den lateinischen Wörtern ensis für „Schwert“ und ferre für „tragen“ zusammen.